# UKUI
UKUI（Ubuntu Kylin User Interface）は、中国国内で進行中のUbuntu Kylinプロジェクトの一環として開発された、シンプルで使いやすいLinux向けデスクトップ環境である。その外観や操作性はWindowsに似ており、初心者でも容易に習得できる設計が特徴とされている。特に中国のユーザーを意識し、親しみやすさに重点を置いて設計されている。

## 概要
UKUI（Ubuntu Kylin User Interface）は、Linux向けのデスクトップ環境である。ユーザーの使いやすさを最優先に設計されており、初心者でも容易に操作できる点が特徴である。その外観や操作性はWindowsに類似しており、中国市場向けのUbuntu派生版「Ubuntu Kylin」の公式デスクトップ環境として開発された。シンプルなデザインと直感的な操作性を兼ね備えており、主に中国のユーザーに広く利用されている。

## 歴史
UKUIは、Ubuntu Kylinプロジェクトの一環として開発が始まったデスクトップ環境である。当初の目的は、Linux初心者やWindowsに慣れたユーザーでも簡単に扱えるデスクトップ環境を提供することだった。
このデスクトップ環境は、MATEデスクトップ環境を基に作られている。MATEはシンプルで軽量な設計が特徴であり、その特長を活かしつつ改良が加えられた。
その後、UKUIは「Qt」という技術を採用し、より洗練された外観と機能を備えるようになった。これにより、視覚的な美しさと操作性が向上した。
現在のUKUIは、軽快に動作し、古いコンピュータでも問題なく利用できる。特に、Windows 7に似たデザインにより、Windowsユーザーにとって馴染みやすい環境になっている。

## 特徴
UKUIは、Windowsに似たデザインを採用しており、初心者やWindowsに慣れたユーザーにとって使いやすいデスクトップ環境である。また、動作が軽量で効率的に設計されているため、古いコンピュータでも快適に動作する。
メニューやアイコンはわかりやすく設計されており、初めて利用する人でも迷うことなく操作できるのが特徴である。さらに、中国ユーザー向けに特化した機能が含まれており、地域のニーズに対応した便利な利用方法を提供している。
UKUIはオープンソースソフトウェアとして提供されており、誰でも自由に利用したり、個人のニーズに合わせてカスタマイズしたりすることが可能である。

## 技術的詳細
UKUIは、C++というプログラミング言語を使用し、Qtフレームワークを基盤として開発されたデスクトップ環境である。これにより、現代的で美しいデザインと高速な動作が実現されている。
このデスクトップ環境は、パソコンの性能が低い場合でも快適に動作するよう設計されており、古いパソコンでも使いやすい軽量な仕組みとなっている。
また、UKUIは「MATE」と呼ばれるシンプルで使いやすいデスクトップ環境を基に改良されており、その使いやすさを継承している。
さらに、見た目がWindows 7に似ているため、特にWindowsユーザーにはなじみやすいデザインが特徴である。
UKUIは、ソースコードが公開されているオープンソースプロジェクトであり、誰でも内容を確認したり、自分のニーズに合わせてカスタマイズすることが可能である。
日常的に役立つ基本機能として、ファイル管理アプリ、タスクバー、通知機能、検索ツール、設定変更用のコントロールパネルなどが含まれている。

## サポートとコミュニティ
UKUIは、開発者がGitHubというオンラインプラットフォームを活用して改善を行っているデスクトップ環境である。このプラットフォームでは、プログラムの変更や新機能の提案が自由に行われており、誰でも参加可能なオープンで透明な仕組みを特徴としている。
公式ウェブサイトでは、最新情報や新しく追加された機能について知ることができるほか、開発者向けのツールや資料も提供されている。
また、UKUIは中国のユーザーを中心としたサポート体制が整備されており、地域のニーズに対応した取り組みが行われている。
さらに、コミュニティ全体で協力してバグの報告や改良点の提案を行い、UKUIの進化を支えている。この仕組みにより、実際のユーザーが求める機能や使いやすさが反映されるデスクトップ環境となっている。

## 利用状況
UKUIは、中国のユーザー向けに特化して開発され、Ubuntu Kylinの一部として多くの人々に利用されている。また、Ubuntu Kylinだけでなく、openEulerなど他のLinuxシステムでも利用可能である。
軽量で使いやすい設計が特徴であり、古いコンピュータでも快適に動作するため、性能が限られた環境でも利用が期待されている。
さらに、UKUIはオープンソースとして提供されており、GitHubを通じて多くの開発者やユーザーが改良や提案を行い、活発なコミュニティ活動によって支えられている。